# Alexander Ankvab
Alexander (o Aleksandr) Zolotiskovich Ankvab (en abjaso Александр Анқәаб) fue el presidente y es el actual Primer ministro Abjasia, una república parcialmente reconocida. Anteriormente, fue elegido para el cargo de Primer ministro por el presidente abjaso Sergei Bagapsh el 14 de febrero de 2005, está muy relacionado con Bagapsh y es el líder del influente partido político Aytayra.

## Biografía
Nacido en la capital abjasa Sujumi, Ankvab se tituló en Derecho en la Universidad Estatal de Rostov y trabajó como oficial del Komsomol durante años. Trabajó entre 1975 y 1981 como funcionario en el Ministerio de Justicia de la entonces República Socialista Soviética Autónoma de Abjasia. Entró al ejecutivo del comité central del Partido Comunista de la RSS de Georgia en 1981, siendo ascendido al puesto de diputado interior de la República Socialista Soviética de Georgia en 1984. Se mantuvo en este puesto hasta el fin del dominio comunista en Georgia en 1990.
Tras la disgregación de la Unión Soviética y la consecución de la independencia por parte de Georgia en 1991, Ankvab entró a formar parte del Tribunal Supremo Soviético Abjaso. Fue elegido ministro del interior del gobierno separatista de Abjasia durante el conflicto durante el gobierno central de Georgia entre 1992 y 1993. Tras la victoria abjasa, se mudó a Moscú en 1994 y se convirtió en un exitoso hombre de negocios.
Volvió a la política de Abjasia en 2000, creando un movimiento denominado Aytayra (“Despertar”) en oposición al gobierno del entonces Presidente Vladislav Ardzinba. En 2004, anunció que se presentaría como candidato a la presidencia, pero fue descalificado por inelegible debido a su desconocimiento del abjaso, requisito para cualquier cargo público en la república) y a su demasiado corto período de residencia en Abjasia. Ankvab decidió, en cambio, apoyar a Bagapsh y fue crucial para el triunfo electoral de este último. Su nombramiento como primer ministro fue ampliamente predicho.

## Intentos de asesinato
Ankvab ha sobrevivido a tres intentos de asesinato desde su nombramiento en 2005. En el último ataque, el 9 de julio de 2007, resultó levemente herido cuando su vehículo se incendió debido a un ataque de granada en carretera entre Sujumi y Gudauta. La Asamblea del Pueblo Abjaso pidió al gobierno que investigara temporalmente el ataque y acusó a las «fuerzas destructivas activas tanto dentro como fuera de Abjasia» de intentar desestabilizar la situación en Abjasia. El Ministro de Interior abjaso de facto ofreció una recompensa de 500.000 rublos rusos por información que condujera a la captura de los atacantes, de quienes se pensaba eran locales. Existen varios motivos para el ataque. Una influyente parlamentaria georgiana, Konstantine Gabashvili, acusó a los Servicios Secretos rusos de intentar deshacerse de Ankvab.